# Sophie Sciboz
Sophie Sciboz, née le 14 janvier 1979 à Yverdon-les-Bains, est une soprano, comédienne, auteure et compositrice vaudoise.

## Biographie
Fille d'un père ouvrier et d'une mère active dans le milieu associatif de gauche, Sophie Sciboz découvre la musique au sein du Petit Chœur d'Yverdon, sous la direction de Sylviane et Jean-Claude Homberger.
Après un diplôme de chant obtenu tout en travaillant comme aide-soignante en psychogériatrie, elle se donne les moyens de suivre une formation de chanteuse lyrique dans la classe de Ioana Bentoiu à l’Institut de Ribaupierre à Lausanne. Elle passe avec succès son diplôme d’enseignement avec mention en 2004. Durant ses études, Sophie Sciboz reçoit le soutien, deux années consécutives, de la Fondation Irène Denéréaz à Vevey et, en 2005, elle est lauréate de la Bourse Nicati-de-Luze à Lausanne.
Sophie Sciboz commence alors une carrière de choriste, et chante comme soprano à l’Opéra de Lausanne de 2003 à 2009. Désireuse d'explorer diverses facettes de la scène, elle se forme en parallèle au métier de comédienne auprès de Benoît Blampain en 2006. En 2008, elle interprète sous sa direction, à l’Oriental de Vevey, le rôle de Cornélie dans la  « La Mort de Pompée » de Corneille.
En 2012, elle quitte l'univers classique pour faire son Coming out, nom du spectacle qui la voit se produire seule avec sa guitare sur les scènes des petites salles de Suisse romande. Elle avoue avoir découvert son potentiel de créativité musicale au travers de l'expérience de la maternité (elle est mariée et mère de deux enfants,). Désormais auteur-compositeur et interprète, elle nous dévoile son univers de femme, d’épouse et de maman dans des histoires en chansons inspirées de ses conflits intérieurs. Des textes intimes et drôles qui racontent les choses simples de la vie et mettent les maux en mots.
Sophie Sciboz est membre de la Société suisse de pédagogie musicale et enseigne le chant à Yverdon-les-Bains.
Pendant le confinement, privée de scène, l’auteure yverdonnoise lance un projet littéraire sur les réseaux sociaux.

## Discographie
- Je chante pour celles, album (2014)[5]
- Miroir, album (2018)[6]
- Je crois que je ne t'en veux pas, single (2021)
- Les Vaches de mon frères et autres petits plaisirs, EP (2022)

## Sources
- « Sophie Sciboz », sur la base de données des personnalités vaudoises sur la plateforme « Patrinum » de la Bibliothèque cantonale et universitaire de Lausanne.